# Christoph-Heinrich-Eiche

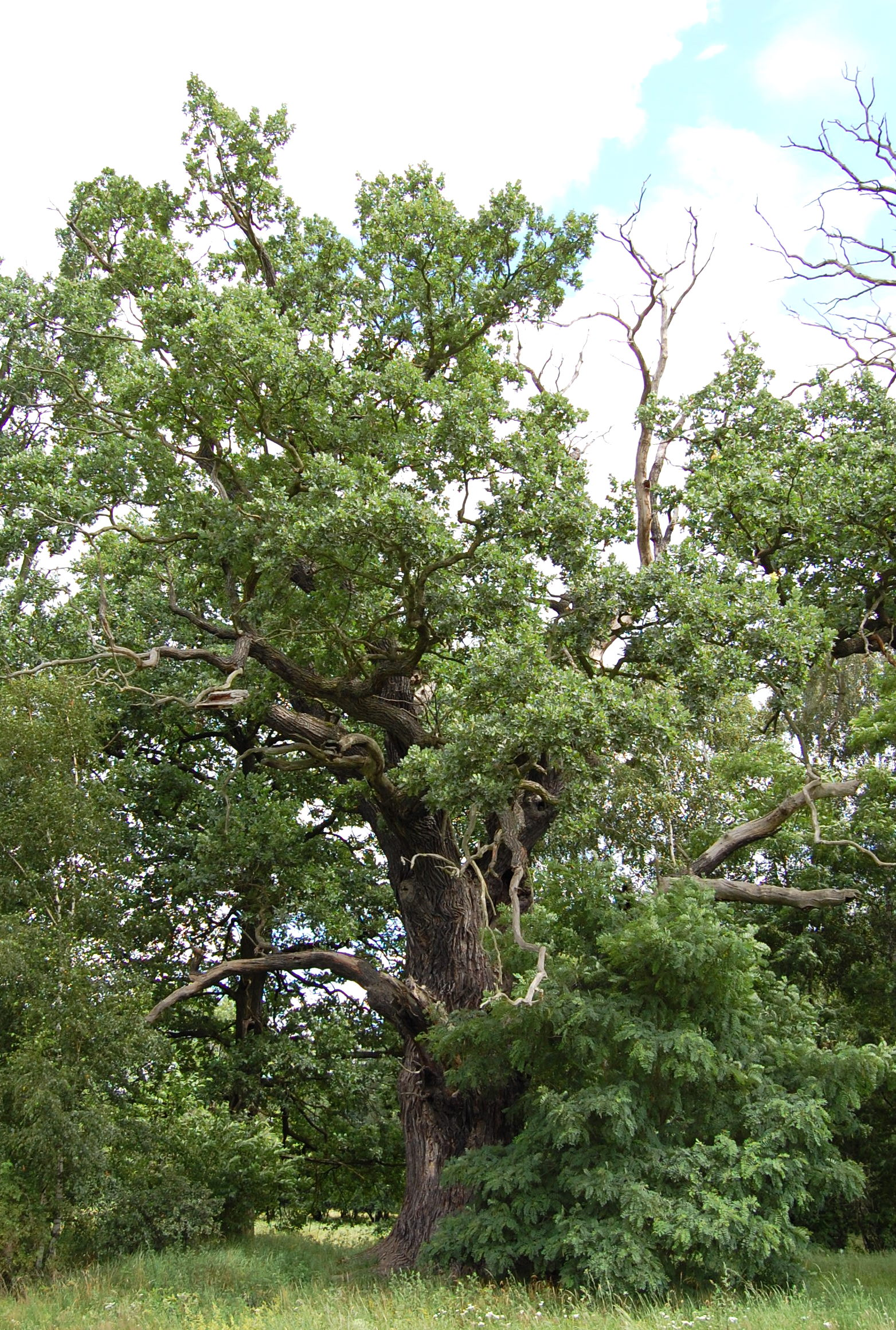
Christoph-Heinrich-Eiche, 2009

Die Christoph-Heinrich-Eiche ist eine alte Stieleiche im Byttnahain südöstlich von Straupitz (Spreewald).
Die als Naturdenkmal geführte Eiche gehört zu den Resten eines alten Hudewalds. Messungen im Jahr 2004 ergaben einen Stammumfang von 6,20 Meter. Der Name der Eiche dürfte auf Christoph-Heinrich von Houwald (1878–1941) verweisen, der Herr auf dem benachbarten Schloss Straupitz war. Der Name der Eiche ergibt sich aus einem alten am Baum befindlichen Schild. In der Vergangenheit trugen mehrere der in der Nähe stehenden alten Eichen Namen von Mitgliedern der Familie Houwald. Ein anderes Beispiel hierfür ist die Florentine-Eiche.
Direkt neben der Christoph-Heinrich-Eiche steht Weidmannsrast, eine andere sehr große Eiche. Vor den beiden Eichen, die mehrere Jahrhunderte alt sein dürften, führt ein Wanderweg vorbei.